# Metallica (album)
Albums de Metallica
...And Justice for All
(1988) Live Shit: Binge and Purge
(1993)
Singles
1. Enter Sandman
Sortie : 29 juillet 1991
2. Don't Tread on Me
Sortie : 29 aout 1991
3. The Unforgiven
Sortie : 28 octobre 1991
4. Nothing Else Matters
Sortie : 20 avril 1992
5. Wherever I May Roam
Sortie : 31 juillet 1992
6. Sad but True
Sortie : 10 janvier 1993

Metallica (aussi connu sous le nom de Black Album en raison de sa couverture) est le cinquième album studio du groupe de heavy metal éponyme sorti le 13 août 1991.

## Histoire
L'album Metallica sort en 1991. Avec sa pochette presque entièrement noire, il est rapidement surnommé le Black Album, tant par les fans que les membres du groupe. Cet album est à l'heure actuelle le plus grand succès commercial du groupe, avec plus de 30 millions d'exemplaires vendus à travers le monde.
L'album marque une évolution importante dans le style du groupe. Les tempos sont plus lents, les morceaux plus courts et leurs structures beaucoup plus simples, aspirant ainsi à du simple rock. C'est principalement un album de heavy metal, et il n'y a plus beaucoup de traces de thrash metal. Par son côté plus « commercial » que les précédents albums du groupe, qui a déplu à un certain nombre de fans de la première heure, il lui a permis d'atteindre un plus large public. C'est aussi le premier album du groupe produit par Bob Rock, qui restera leur producteur jusqu'à St. Anger. Comme dans ...And Justice for All, Jason Newsted ne collabore qu'à un seul titre dans l'écriture des chansons.
Les titres les plus connus sont Enter Sandman, Sad but True, The Unforgiven, Nothing Else Matters, Wherever I May roam (tous sortis en single).
Malgré son côté plus accessible, l'album Metallica reste une production respectée dans le milieu du heavy metal. On note par ailleurs l'importance croissante que prennent les ballades ou power ballads pour Metallica (Nothing Else Matters et The Unforgiven, deux ballades très connues).
Jason Newsted utilisera pour la première fois dans un album de Metallica une basse 12 cordes, dans Wherever I May Roam. Enter Sandman fut notamment composé par Lars Ulrich à partir d'un riff que Kirk Hammett avait composé à 3h15 du matin.
James Hetfield indique dans le documentaire Classic Albums: Metallica (2002), que la plupart des chansons partaient d'un simple riff qui fut exploité et poussé jusqu'au maximum.
David Fricke, éditeur du magazine Rolling Stone dit que « cet album est heavy sans être thrash, donc mesuré mais puissant ». Pour Cliff Burnstein, co-manageur du groupe, « Metallica devient Le Led Zeppelin d'une génération ». Les paroles de cet album sont souvent plus personnelles que celles des albums précédents. The God That Failed en est l'exemple le plus concret, James Hetfield y parlant de la secte religieuse dans laquelle ses parents étaient embrigadés.

### Pochette emblématique
La teinte de la pochette de l'album conduit rapidement l'album à être dénommé Black Album. James Hetfield précise : « Il n’y avait pas de thème particulier. C’était juste une pochette noire et il fallait écouter la musique. Les gens n’étaient pas distraits par un dessin ».
La pochette contient néanmoins deux illustrations en relief : le logo du groupe en haut à gauche et, en bas à droite, un serpent à sonnette enroulé. Ce dernier est inspiré du Gadsden flag, drapeau créé en 1775 par Christopher Gadsden durant la guerre d’indépendance américaine et comportant en outre la devise « Don’t tread on me » (Ne me marchez pas dessus). C'est une référence à une chanson de l'album qui reprend les mêmes mots dans son titre et qui évoque les discours politiques de cette guerre. Au-delà de cette période historique, cette devise illustre l'esprit d'indépendance du groupe,,.

## 20eanniversairede l'album
Pour fêter le 20e anniversaire de la sortie du Black Album, le groupe décide de partir en tournée et de rejouer l'intégralité de l'album en live. Petite originalité, il joue l'album à l'envers donc en commencent par The Struggle Within et en terminant par Enter Sandman. Pour débuter le tour de chant, le groupe attaque comme d’habitude par The Ecstasy of Gold, reprise d'Ennio Morricone.
Il joue également d'autres succès, tels que Master of Puppets, One, Seek and Destroy, mais aussi Hell and Back, présent sur l'EP Beyond Magnetic qui contient des pistes non retenues de l'album Death Magnetic.

## 30eanniversairede l'album
À l'occasion du 30e anniversaire, le groupe annonce deux projets.
Le projet Blacklist est annoncé pour le 10 septembre 2021. Il réunit 53 reprises des chansons du Black Album avec de nombreux artistes : Dave Gahan, Phoebe Bridgers, Miley Cyrus, Elton John, Yo-Yo Ma, Chad Smith, My Morning Jacket, Mickey Guyton, Chris Stapleton, Darius Rucker, Dermot Kennedy, Mon Laferte, Igor Levit ou PG Roxette, Weezer, Rina Sawayama, Juanes, Mac DeMarco, St. Vincent, Sam Fender, Instituto Mexicano del Sonido, Moses Sumney, Flatbush Zombies, DJ Scratch, Ha*Ash, José Madero, Cage The Elephant, Vishal Dadlani, J. Balvin, OFF!, Corey Taylor, the Neptunes, Portugal. The Man, IDLES, Cherry Glazer, Kamasi Washington, The Warning et Alessia Cara, etc.,.
Toujours pour l'automne 2021, a annoncé la réédition de l'album dans un coffret deluxe comportant divers bonus dont l’album remastérisé sur vinyle, un disque image, trois « longs-jeux » enregistrés en concert, 14 CD, un livre de photos et des médiators.

## Liste des titres
Toutes les paroles sont écrites par James Hetfield.
| No  | Titre                | Musique                                    | Durée |
| --- | -------------------- | ------------------------------------------ | ----- |
| 1.  | Enter Sandman        | James Hetfield, Lars Ulrich, Kirk Hammett  | 5:32  |
| 2.  | Sad but True         | James Hetfield, Lars Ulrich                | 5:25  |
| 3.  | Holier than Thou     | James Hetfield, Lars Ulrich                | 3:48  |
| 4.  | The Unforgiven       | James Hetfield, Lars Ulrich, Kirk Hammett  | 6:27  |
| 5.  | Wherever I May Roam  | James Hetfield, Lars Ulrich                | 6:44  |
| 6.  | Don't Tread on Me    | James Hetfield, Lars Ulrich                | 4:00  |
| 7.  | Through the Never    | James Hetfield, Lars Ulrich, Kirk Hammett  | 4:04  |
| 8.  | Nothing Else Matters | James Hetfield, Lars Ulrich                | 6:30  |
| 9.  | Of Wolf and Man      | James Hetfield, Lars Ulrich, Kirk Hammett  | 4:16  |
| 10. | The God That Failed  | James Hetfield, Lars Ulrich                | 5:10  |
| 11. | My Friend of Misery  | James Hetfield, Lars Ulrich, Jason Newsted | 6:50  |
| 12. | The Struggle Within  | James Hetfield, Lars Ulrich                | 3:53  |

## Composition du groupe
- James Hetfield : chants, guitare rythmique, guitare solo sur Nothing Else Matters, guitare acoustique sur The Unforgiven
- Lars Ulrich : batterie, percussions
- Kirk Hammett : guitare solo et sitar sur Wherever I May Roam
- Jason Newsted : basse

## Charts album
| Pays             | Charts                            | Meilleure position | Nombre de semaines | Réf    |
| ---------------- | --------------------------------- | ------------------ | ------------------ | ------ |
| Allemagne        | GfK Entertainment                 | 1er                | 172                | [ 13 ] |
| Australie        | ARIA                              | 1er                | 114                | [ 14 ] |
| Autriche         | Ö3 Austria Top 40                 | 1er                | 82                 | [ 15 ] |
| Belgique (V)     | Ultratop 200 Albums               | 7e                 | 153                | [ 16 ] |
| Belgique (W)     | Ultratop 200 albums               | 2e                 | 68                 | [ 17 ] |
| Canada           | RPM Albums, Canadian Albums Chart | 1er                | 116                | ,      |
| Danemark         | Tracklisten                       | 5e                 | 6                  | [ 20 ] |
| Espagne          | PROMUSICAE                        | 5e                 | 14                 | [ 21 ] |
| États-Unis       | Billboard 200                     | 1er                | 647                | [ 22 ] |
| Finlande         | Suomen virallinen lista           | 3e                 | 111                | [ 23 ] |
| France           | SNEP                              | 19e                | 111                | ,      |
| Italie           | FIMI                              | 4e                 | 33 + ?             | ,      |
| Japon            | Oricon                            | 3e                 | 8                  | [ 28 ] |
| Mexique          | Top 100 Mexico                    | 42e                | 70                 | [ 29 ] |
| Norvège          | VG-lista                          | 1er                | 35                 | [ 30 ] |
| Nouvelle-Zélande | RIANZ                             | 1er                | 70                 | [ 31 ] |
| Pays-Bas         | MegaCharts                        | 4e                 | 168                | [ 32 ] |
| Portugal         | AFP                               | 1er                | 34                 | [ 33 ] |
| Royaume-Uni      | UK Albums Chart                   | 1er                | 102                | [ 34 ] |
| Royaume-Uni      | UK Rock and Metal Chart           | 1                  | -                  | [ 35 ] |
| Suède            | Sverigetopplistan                 | 4e                 | 211                | [ 36 ] |
| Suisse           | Schweizer Hitparade               | 1er                | 57                 | [ 37 ] |

## Certifications album
| Pays             | Certification | Ventes       | Date              |
| ---------------- | ------------- | ------------ | ----------------- |
| Argentine        | 5 × Platine   | 300 000 +    | 18 novembre 1991  |
| Allemagne        | 4 × Platine   | 2 000 000 +  | 2019              |
| Australie        | 13 × Platine  | 910 000 +    | 2021              |
| Autriche         | 2 × Platine   | 100 000 +    | 25 septembre 2000 |
| Belgique         | 2 × Platine   | 100 000 +    | 15 août 2008      |
| Canada           | Diamant       | 1 000 000 +  | 28 août 1998      |
| Danemark         | 7 × Platine   | 140 000 +    | 18 juin 2019      |
| États-Unis       | 16 × Platine  | 16 000 000 + | 13 décembre 2012  |
| Finlande         | 2 × Platine   | 112 856 +    | 2007              |
| France           | Platine       | 300 000 +    | 28 mars 1994      |
| Italie           | Platine       | 50 000 +     | 2017              |
| Nouvelle-Zélande | 10 × Platine  | 150 000 +    | 18 octobre 2010   |
| Pays-Bas         | 2 × Platine   | 200 000 +    | 1996              |
| Royaume-Uni      | 2 × Platine   | 600 000 +    | 22 juillet 2013   |
| Suisse           | 2 × Platine   | 100 000 +    | 2004              |

## Charts & certifications singles
Enter Sandman
| Année | Chart                  | Durée du classement | Position | Certifications                                           |
| ----- | ---------------------- | ------------------- | -------- | -------------------------------------------------------- |
| 1991  | Hot 100                | 16 semaines         | 20e      | Or · 5 × Platine · Or · Or · Platine · Platine · Platine |
| 1991  | Mainstream Rock Tracks | 20 semaines         | 10e      | Or · 5 × Platine · Or · Or · Platine · Platine · Platine |
| 1991  | UK Singles Chart       | 5 semaines          | 11e      | Or · 5 × Platine · Or · Or · Platine · Platine · Platine |
| 1991  | Single Top 100         | 19 semaines         | 1er      | Or · 5 × Platine · Or · Or · Platine · Platine · Platine |
| 1991  | ARIA Charts            | 14 semaines         | 10e      | Or · 5 × Platine · Or · Or · Platine · Platine · Platine |
| 1991  | (V) Ultratop           | 1 semaine           | 46e      | Or · 5 × Platine · Or · Or · Platine · Platine · Platine |
| 1991  | RPM Top Singles        | 13 semaines         | 17e      | Or · 5 × Platine · Or · Or · Platine · Platine · Platine |
| 1991  | FIMI                   | —                   | 20e      | Or · 5 × Platine · Or · Or · Platine · Platine · Platine |
| 1991  | VG-lista               | 14 semaines         | 2e       | Or · 5 × Platine · Or · Or · Platine · Platine · Platine |
| 1991  | RMNZ Singles Top40     | 17 semaines         | 8e       | Or · 5 × Platine · Or · Or · Platine · Platine · Platine |
| 1991  | Mega Top 50            | 14 semaines         | 10e      | Or · 5 × Platine · Or · Or · Platine · Platine · Platine |
| 1991  | Sverigetopplistan      | 8 semaines          | 14e      | Or · 5 × Platine · Or · Or · Platine · Platine · Platine |
| 1991  | Schweizer Hitparade    | 15 semaines         | 11e      | Or · 5 × Platine · Or · Or · Platine · Platine · Platine |

The Unforgiven
| Année | Chart                  | Durée du classement | Position | Certifications                 |
| ----- | ---------------------- | ------------------- | -------- | ------------------------------ |
| 1991  | Hot 100                | 17 semaines         | 35e      | 2 × Platine · Or · Argent · Or |
| 1991  | Mainstream Rock Tracks | 34 semaines         | 10e      | 2 × Platine · Or · Argent · Or |
| 1991  | UK Singles Chart       | 4 semaines          | 15e      | 2 × Platine · Or · Argent · Or |
| 1991  | Single Top 100         | 6 semaines          | 47e      | 2 × Platine · Or · Argent · Or |
| 1991  | ARIA Charts            | 15 semaines         | 10e      | 2 × Platine · Or · Argent · Or |
| 1991  | Top 100                | 13 semaines         | 28e      | 2 × Platine · Or · Argent · Or |
| 1991  | FIMI                   | —                   | 18e      | 2 × Platine · Or · Argent · Or |
| 1991  | RMNZ Singles Top40     | 11 semaines         | 24e      | 2 × Platine · Or · Argent · Or |
| 1991  | Mega Top 50            | 10 semaines         | 25e      | 2 × Platine · Or · Argent · Or |
| 1991  | Sverigetopplistan      | 6 semaines          | 32e      | 2 × Platine · Or · Argent · Or |

Nothing Else Matters
| Année | Chart                   | Durée du classement | Position | Certifications                                                          |
| ----- | ----------------------- | ------------------- | -------- | ----------------------------------------------------------------------- |
| 1992  | Hot 100                 | 15 semaines         | 34e      | Platine · 5 × Platine · Or · Or · Platine · Platine · Or · Platine · Or |
| 1992  | Mainstream Rock Tracks  | 20 semaines         | 11e      | Platine · 5 × Platine · Or · Or · Platine · Platine · Or · Platine · Or |
| 1992  | UK Singles Chart        | 11 semaines         | 6e       | Platine · 5 × Platine · Or · Or · Platine · Platine · Or · Platine · Or |
| 1992  | Single Top 100          | 51 semaines         | 9e       | Platine · 5 × Platine · Or · Or · Platine · Platine · Or · Platine · Or |
| 1992  | ARIA Charts             | 16 semaines         | 8e       | Platine · 5 × Platine · Or · Or · Platine · Platine · Or · Platine · Or |
| 1992  | Ö3 Austria Top 40       | 19 semaines         | 6e       | Platine · 5 × Platine · Or · Or · Platine · Platine · Or · Platine · Or |
| 1992  | (V) Ultratop            | 15 semaines         | 5e       | Platine · 5 × Platine · Or · Or · Platine · Platine · Or · Platine · Or |
| 1992  | RPM Top Singles         | 13 semaines         | 17e      | Platine · 5 × Platine · Or · Or · Platine · Platine · Or · Platine · Or |
| 1992  | Track Top-40            | 9 semaines          | 23e      | Platine · 5 × Platine · Or · Or · Platine · Platine · Or · Platine · Or |
| 1992  | Suomen virallinen lista | 2 semaines          | 14e      | Platine · 5 × Platine · Or · Or · Platine · Platine · Or · Platine · Or |
| 1992  | Top 100                 | 29 semaines         | 10e      | Platine · 5 × Platine · Or · Or · Platine · Platine · Or · Platine · Or |
| 1992  | FIMI                    | —                   | 7e       | Platine · 5 × Platine · Or · Or · Platine · Platine · Or · Platine · Or |
| 1992  | VG-lista                | 12 semaines         | 3e       | Platine · 5 × Platine · Or · Or · Platine · Platine · Or · Platine · Or |
| 1992  | RMNZ Singles Top40      | 14 semaines         | 11e      | Platine · 5 × Platine · Or · Or · Platine · Platine · Or · Platine · Or |
| 1992  | Mega Top 50             | 17 semaines         | 4e       | Platine · 5 × Platine · Or · Or · Platine · Platine · Or · Platine · Or |
| 1992  | Sverigetopplistan       | 36 semaines         | 12e      | Platine · 5 × Platine · Or · Or · Platine · Platine · Or · Platine · Or |
| 1992  | Schweizer Hitparade     | 74 semaines         | 5e       | Platine · 5 × Platine · Or · Or · Platine · Platine · Or · Platine · Or |

Wherever I May Roam
| Année | Chart                  | Durée du classement | Position | Certifications |
| 1992  | Hot 100                | 7 semaines          | 82e      | Platine        |
| 1992  | Mainstream Rock Tracks | 16 semaines         | 25e      | Platine        |
| 1992  | UK Singles Chart       | 4 semaines          | 25e      | Platine        |
| 1992  | Single Top 100         | 11 semaines         | 30e      | Platine        |
| 1992  | ARIA Charts            | 10 semaines         | 14e      | Platine        |
| 1992  | (V) Ultratop           | 1 semaine           | 35e      | Platine        |
| 1992  | Top 100                | 1 semaines          | 28e      | Platine        |
| 1992  | VG-lista               | 9 semaines          | 2e       | Platine        |
| 1992  | RMNZ Singles Top40     | 8 semaines          | 8e       | Platine        |
| 1992  | Mega Top 50            | 8 semaines          | 22e      | Platine        |
| 1992  | Sverigetopplistan      | 2 semaines          | 28e      | Platine        |

Sad but True
| Année | Chart                  | Durée du classement | Position | Certifications |
| ----- | ---------------------- | ------------------- | -------- | -------------- |
| 1992  | Hot 100                | 1 semaines          | 98e      | Platine        |
| 1992  | Mainstream Rock Tracks | 19 semaines         | 15e      | Platine        |
| 1992  | UK Singles Chart       | 3 semaines          | 20e      | Platine        |
| 1992  | Single Top 100         | 9 semaines          | 42e      | Platine        |
| 1992  | ARIA Charts            | 1 semaine           | 48e      | Platine        |
| 1992  | (V) Ultratop           | 1 semaine           | 50e      | Platine        |
| 1992  | VG-lista               | 13 semaines         | 5e       | Platine        |
| 1992  | RMNZ Singles Top40     | 2 semaines          | 42e      | Platine        |
| 1992  | Mega Top 50            | 18 semaines         | 10e      | Platine        |
| 1992  | Sverigetopplistan      | 3 semaines          | 31e      | Platine        |